# وی آر یانگ مانی
وی آر یانگ مانی (انگلیسی: We Are Young Money) نخستین آلبوم گردآوری‌شده از ناشری موسیی هیپ هاپ آمریکایی یانگ مانی انترتینمنت است. آلبوم در ۲۱ دسامبر ۲۰۰۹ منتشر شد.